# Sanna Thor
Sanna Thor (født 5. december 1979) er en dansk skuespiller, instruktør, manuskriptforfatter etc.
Hun kommer oprindelig fra Sverige, men bor nu i Danmark og taler dansk. Hun underviser i filmkunst og laver kortfilm.